# Avro 549 Aldershot
El Avro 549 Aldershot fue un bombardero pesado monomotor británico construido por Avro.

## Diseño y desarrollo

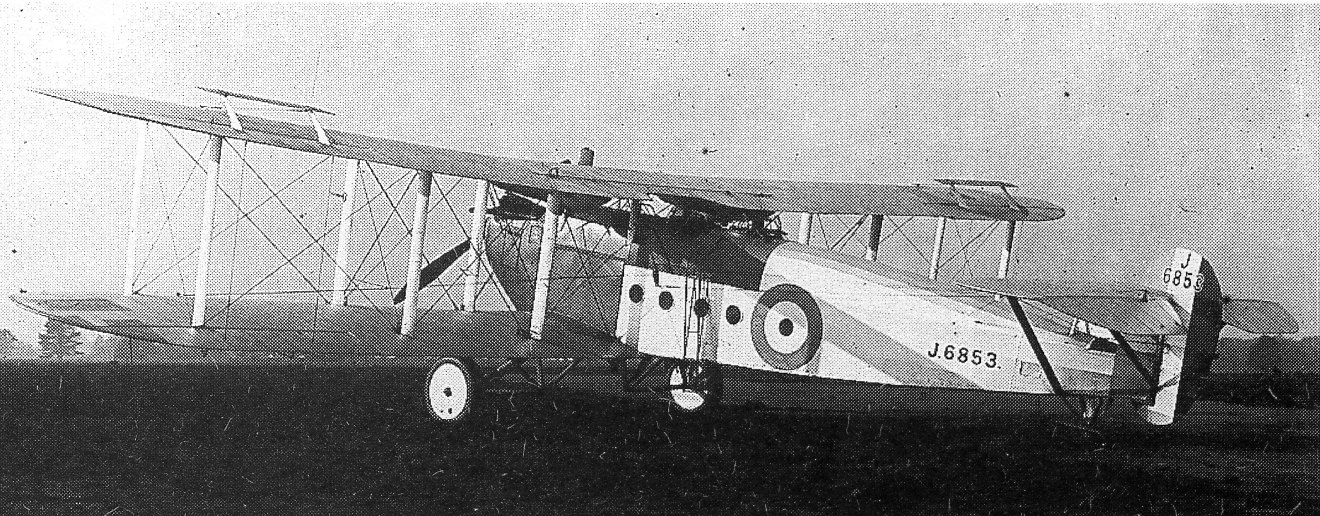
El segundo prototipo en 1922, con el fuselaje trasero y empenaje modificados, pero sin conectores externos de los alerones.

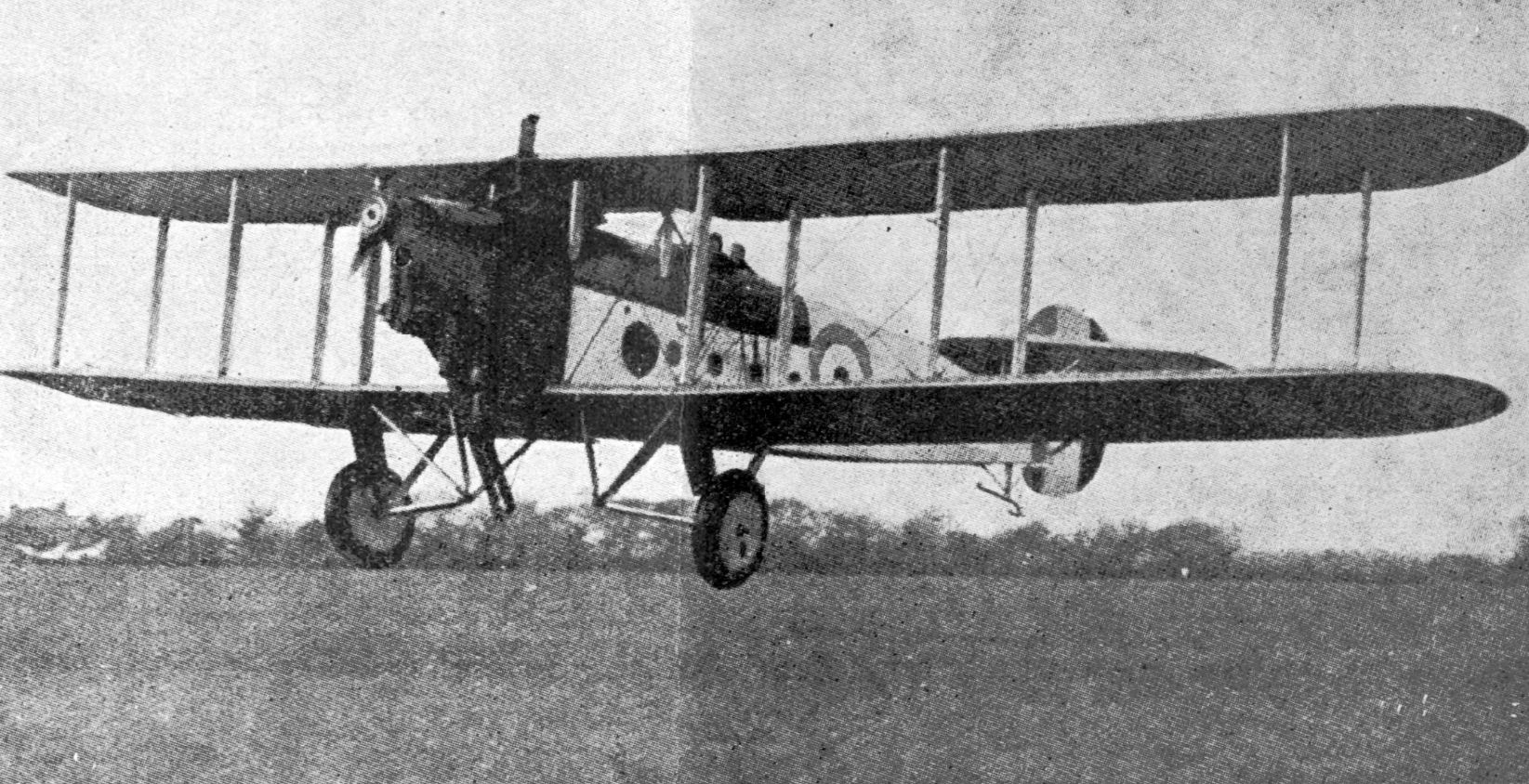
Foto de un Avro 549C Aldershot IV en L'Air del 15 de febrero de 1927.

El Aldershot fue diseñado para cubrir la Especificación 2/20 británica de 1920 por un bombardero pesado diurno y nocturno de largo alcance que fuera propulsado por un motor Rolls-Royce Condor. La especificación requería un alcance de 800 km y una carga de bombas de 900 kg, comprendiendo originalmente una única bomba SN antigua de 820 kg de la Primera Guerra Mundial, pero luego se cambió a cuatro bombas de 230 kg llevadas externamente u ocho de 114 kg, internamente. El Ministerio del Aire concedió a Avro un contrato por dos prototipos, designados Aldershot I, el 2 de diciembre de 1920, en competencia contra el de Havilland Derby.
El primer prototipo voló en el Aeródromo de Hamble, cerca de Southampton, en octubre de 1921. Como resultado de las pruebas de vuelo, el fuselaje fue alargado en 2 m para mejorar el control direccional, siendo exhibido de esta forma en la Exhibición de la RAF en Hendon el 24 de junio, y volando el segundo prototipo en julio con el fuselaje alargado y el tren de aterrizaje modificado.
El primer prototipo fue modificado como bancada para el motor Napier Cub refrigerado por agua, convirtiéndose así en el Aldershot II, y volando el 15 de diciembre de 1922. Más tarde fue utilizado para probar el motor en línea de bajas revoluciones Beardmore Typhoon I de 630 kW (850 hp), volando así el 10 de enero de 1927 (Aldershot IV).
El Aldershot era un biplano de tres vanos, con fuselaje de estructura en acero con recubrimiento de contrachapado y tela, y alas de madera. El piloto y el navegante estaban sentados lado a lado en una cabina detrás del borde de fuga del ala superior, con acomodación adicional para el navegante, que también era el tripulante bombardero, en una cabina en el interior del fuselaje, en la que se dispusieron cuatro ventanas circulares a cada lado. Un artillero se sentaba en una cabina separada detrás del piloto, y estaba armado con una ametralladora Lewis en un anillo Scarff. Se podía instalar otra Lewis en un montaje ventral en la cabina, mientras que existía provisión para una ametralladora frontal fija Vickers operada por el piloto, aunque fue raramente instalada. Una bodega de bombas por delante de la cabina podía llevar ocho bombas de 114 kg, siendo llevadas externamente bombas mayores, bajo el fuselaje.
El Aldershot también formó la base del transporte Avro Andover, que usaba los mismos motores, cola y alas, pero con un nuevo fuselaje.

## Historia operacional
Cuando fue evaluado contra el de Havilland Derby, el Aldershot demostró ser un avión superior, siendo la construcción mixta del segundo alrededor de 360 kg más ligera que la totalmente de madera del Derby, que no tenía provisión para llevar su carga de bombas internamente, o cualquier armamento ventral.
El 26 de enero de 1923, el Ministerio del Aire encargó 15 aviones bajo la designación Aldershot III. El único operador del avión fue el No. 99 Squadron de la RAF, que fue reformado el 1 de abril de 1924, recibiendo sus Aldershot desde julio de aquel año. El Aldershot fue utilizado principalmente para el vuelo nocturno, pero ocasionalmente voló en ejercicios diurnos de bombardeo. A diferencia de otros miembros de la fuerza de bombardeo pesado de la RAF, fue operado con un esquema de pintura totalmente plateado, en lugar del esquema de Barniz Invisible Nocturno Orfordness (Night Invisible Varnish Orfordness, NIVO) en verde oscuro usado en las operaciones nocturnas. Hacia 1925, el Ministerio del Aire había decidido que los bombarderos pesados debían ser polimotores, y el 99 Squadron comenzó a recibir los bimotores Handley Page Hyderabad en enero de 1926, siendo los Aldershot completamente reemplazados del servicio de escuadrón en marzo de ese año.

## Variantes
549 Aldershot I
Prototipos, dos construidos.
549A Aldershot II
Primer prototipo modificado con un motor Napier Cub de 746 kW (1000 hp).
549B Aldershot III
Versión de producción, 15 construidos.
549C Aldershot IV
Primer prototipo modificado con un motor Beardmore Typhoon.
549M
Un 549B modificado con alas metálicas.

## Operadores
Reino Unido
- Real Fuerza Aérea

## Especificaciones (Aldershot III)
Referencia datos: Avro Aircraft since 1908

### Características generales
- Tripulación: Tres (piloto, artillero y navegante/bombardero)
- Longitud: 13,7 m (45 ft)
- Envergadura: 20,7 m (68 ft)
- Altura: 4,7 m (15,3 ft)
- Superficie alar: 98,8 m² (1063,5 ft²)
- Peso vacío: 2862 kg (6307,8 lb)
- Peso máximo al despegue: 4967 kg (10 947,3 lb)
- Planta motriz: 1× motor lineal V12 refrigerado por líquido Rolls-Royce Condor III.
  - Potencia: 480 kW (662 HP; 653 CV)
- Hélices: Bipala de paso fijo

### Rendimiento
- Velocidad máxima operativa (Vno): 180 km/h (112 MPH; 97 kt)
- Velocidad crucero (Vc): 148 km/h (92 MPH; 80 kt)
- Alcance: 1006 km (543 nmi; 625 mi)
- Techo de vuelo: 4400 m (14 436 ft)

### Armamento
- Ametralladoras: 

  - 1x Lewis de 7,7 mm flexible en cabina trasera
  - 1x Lewis flexible en posición ventral (provisión)
  - 1x Vickers fija frontal (provisión)[17]
- Bombas: Hasta 910 kg

## Aeronaves relacionadas

### Aeronaves similares
- de Havilland Derby

### Secuencias de designación
- Secuencia Numérica (interna de Avro): ← 546 - 547 - 548 - 549 - 551 - 552 - 554 →